# 卡羅萊納長尾鸚鵡
卡羅萊納長尾鸚鵡 （学名：Conuropsis carolinensis）是美國東部唯一的本土鸚鵡品種。此鸚鵡被發現於俄亥俄谷至墨西哥灣一帶，一般居住於河流或沼澤旁的柏樹及槭樹上。卡羅萊納長尾鸚鵡已經宣告絕種。

## 絕種
卡羅萊納長尾鸚鵡絕種是有著幾個因素：農業發展奪去了大片森林面積，亦奪去了卡羅萊納長尾鸚鵡的生境；其彩色的羽毛被用作裝飾帽子；亦有人飼養卡羅萊納長尾鸚鵡作寵物；被迫與引入的蜜蜂競爭。雖然人工繁殖此雀鳥非常容易，但已馴養的卡羅萊納長尾鸚鵡卻沒有被大量繁殖。
隨著農地擴張，卡羅萊納長尾鸚鵡開始習慣食用穀物、水果等農作物，儘管卡羅萊納長尾鸚鵡可以控制具侵略性及毒性的蒼耳植物，農民視之為害鳥，紛紛把牠們射殺。
導致卡羅萊納長尾鸚鵡絕種最致命的原因是其群居的習性。當一個地區內的同類數目減少，牠們很快就會飛回來補充，換言之，農民不斷地射殺，牠們卻繼續聚居。牠們甚至會在受傷或死去的同伴旁聚集，造成更多的鸚鵡被射殺。
在重重的因素打擊下，絕大部份的卡羅萊納長尾鸚鵡於20世紀初消失。最後一隻野生卡羅萊納長尾鸚鵡的屍體於1904年在美國佛羅里達州歐基求碧湖（Lake Okeechobee）被鳥類學家弗蘭克·M·查普曼發現。辛辛那提動物園於1880年代購入了16隻卡羅萊納長尾鸚鵡企圖進行人工繁殖，但沒有取得成功，動物園最後只餘下最後一對的卡羅萊納長尾鸚鵡，雌性的（取名「Lady Jane」）在1917年死去，雄性的（取名「印卡斯」）亦於翌年1918年因悲傷而死。
聲稱卡羅萊納長尾鸚鵡重現人間的說法一直持續至1930年代。
於1920年，有聲稱指在歐基求碧湖發現一群13隻的卡羅萊納長尾鸚鵡，2位著名的鳥類學家及於1936年出發搜尋。他們報告於南卡羅萊納州的桑蒂河（Santee River）沿岸發現一群卡羅萊納長尾鸚鵡，但後來奧杜邦學會駁回此報告。無論報告屬是屬非，那個地區後來因發電計劃的興建工程而被破壞。1937年，一部黑白的家庭錄像在喬治亞州南部的歐基求碧沼澤（Okefenokee Swamp）拍下了幾隻可能是卡羅萊納長尾鸚鵡，但奧杜邦學會研究過影片後，認為只是其他品種的長尾鸚鵡。

### 引用
1. ↑  . The IUCN Red List of Threatened Species 2012.   [26 November 2013].
2. 1 2  .   [2006-07-30]. （原始内容存档于2012-12-02）.

## 外部連結
- The Carolina Parrot from John James Audubon's Birds of America
- Carolina Parakeet
- The Endangered Species Handbook